# Château de Cecina di Larciano
Ne doit pas être confondu avec Château de Larciano.
Le château de Cecina di Larciano (en italien : Castello di Cecina di Larciano, est située dans le hameau de Cecina, une frazione de la commune de Larciano dans la province de Pistoia en Toscane,.

## Historique
Les terres où se dresse la fortification du hameau de Cecina appartenaient à la famille Guidi de Toscane depuis le Xe siècle. En 927, le fondateur de la famille Guidi, Tegrimo Guidi (it), avait reçu en fief du roi d'Italie une série de terres, monastères et paroisses : parmi ceux-ci se trouvait également Cecina di Larciano. Le village de Cecina est devenu une place fortifiée vers le XIIe siècle, lorsque les autres châteaux du Montalbano, comme le château de Larciano, sont également devenus partie intégrante du système de contrôle du territoire de la partie ouest de Montalbano.

### AuXIIIesiècle
En 1225, le château de Cecina fut vendu à la municipalité de Pistoia pour la somme de 6 000 lires, ce qui en fit, avec les autres fortifications de la zone, un point de contrôle. En raison de cet achat, les agriculteurs et les roturiers de Cecina se sont vus obligés de payer un important tribut monétaire à la municipalité, nouveau propriétaire du fief.

### AuXIVesiècle
Après la coalition de Florence et Lucques en 1302, Cecina fut conquise par les deux villes après un assaut contre Pistoia. Même sort pour le château de Larciano, pris après la chute de celui de Serravalle aux mains des Guelfes. La conquête dura huit ans, après quoi Cecina fut de nouveau récupérée par Pistoia qui fut obligée de payer à Florence 10 000 florins d'or pour la rançon. Les années 1340 furent également une période difficile pour le village de Cecina. La peste provoqua un massacre comme dans les autres agglomérations du Montalbano. La famine qui en résulta donna lieu à des révoltes paysannes et la population commença à se déplacer vers les zones plates, à la recherche de nourriture et de terres à cultiver.

### AuXVesiècle
C'est en 1401, avec la réforme politico-administrative de la Commune de Pistoia, que Cecina entre dans la campagne florentine, soumise à la juridiction fiscale de Florence avec les podestats de Serravalle, Larciano (avec Cecina), Tizzana et Montale.

### LesXVIIIeetXIXesiècles
En 1774, la mairie de Larciano fut supprimée et Cecina passa sous le contrôle du tribunal de Serravalle Pistoiese et de la commune de Lamporecchio. Ce n'est qu'avec la réforme administrative du gouvernement Crispi I et l'établissement de lois municipales en 1897 que Cecina fut constituée en frazione de la commune de Larciano, se détachant de Lamporecchio.

## L'architecture
À l'intérieur des murailles, en partie encore bien conservées, se trouve l'église romane dédiée à saint Nicolas. Elle a été érigée en paroisse en 1464. À l'intérieur se trouve une fresque de l'artiste Donnino di Francesco datant de 1500. La fresque représente l'archange Raphaël et saint Roch (saint patron de la municipalité de Larciano). Derrière l'autel se trouve une autre fresque datant de 1500 qui représente une Vierge à l'Enfant. Les murs de Cecina comportaient trois portes : deux sont bien conservées malgré les constructions civiles ultérieures. La façade de l'église, selon la tradition architecturale chrétienne, est orientée à l'ouest.